# MacSOUP
MacSOUP è un newsreader e un client di posta elettronica  per macOS. Si tratta di uno dei più vecchi programmi per piattaforma Mac e nel 2007 è stato reso disponibile in versione Universal binary.
Viene distribuito con licenza shareware senza limitazioni temporali. La caratteristica peculiare di questo software è la navigazione ad albero dei messaggi alternativa alla più comune rappresentazione gerarchica.